# Oospora

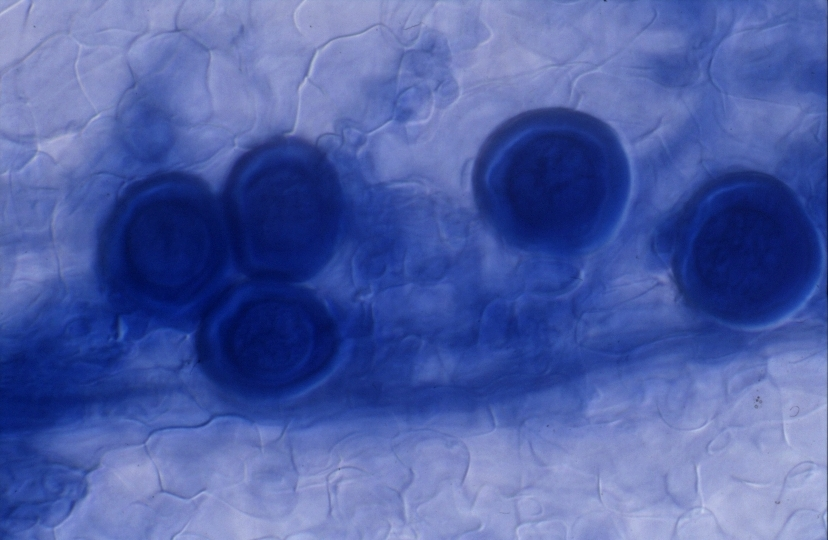
Oospory Hyaloperonospora parasitica

Oospora [gr. oón ‘jajo’ + spóros ‘nasienie] – otoczona grubą ścianą komórkową zygota. Powstaje w wyniku oogamii, ma diploidalną liczbę chromosomów i pełni funkcję przetrwalnika, który po okresie spoczynku lub po przetrwaniu niekorzystnych warunków życiowych może kiełkować.
Oospory występują np. u grzybopodobnych lęgniowców (Oomycota). Powstają pojedynczo, lub po kilka w lęgniach z zapłodnionej komórki jajowej zwanej oosferą, która po zapłodnieniu otacza się ścianą komórkową. Ściana ta składa się z gładkiej, wewnętrznej warstwy (endosporium) i warstwy zewnętrznej (egzosporium), często zabarwionej i urzeźbionej. U niektórych gatunków oospora może powstać bez zapłodnienia, poprzez apomiksję lub partenogenezę. Oospory przeważnie są kuliste, mogą być tej samej wielkości co lęgnia (plerotyczne) lub dużo mniejsze (aplerotyczne) U przedstawicieli wroślikowców (Peronosporales) w oosporach czasami występują pęcherzykowate i otoczone błonką ciałka zwane ooplastami.
U lęgniowców pasożytniczych oospory tworzą się wewnątrz organów żywiciela. Po okresie spoczynku albo kiełkują tworząc strzępkę infekcyjną, albo ich zawartość przekształca się w zoosporangium.

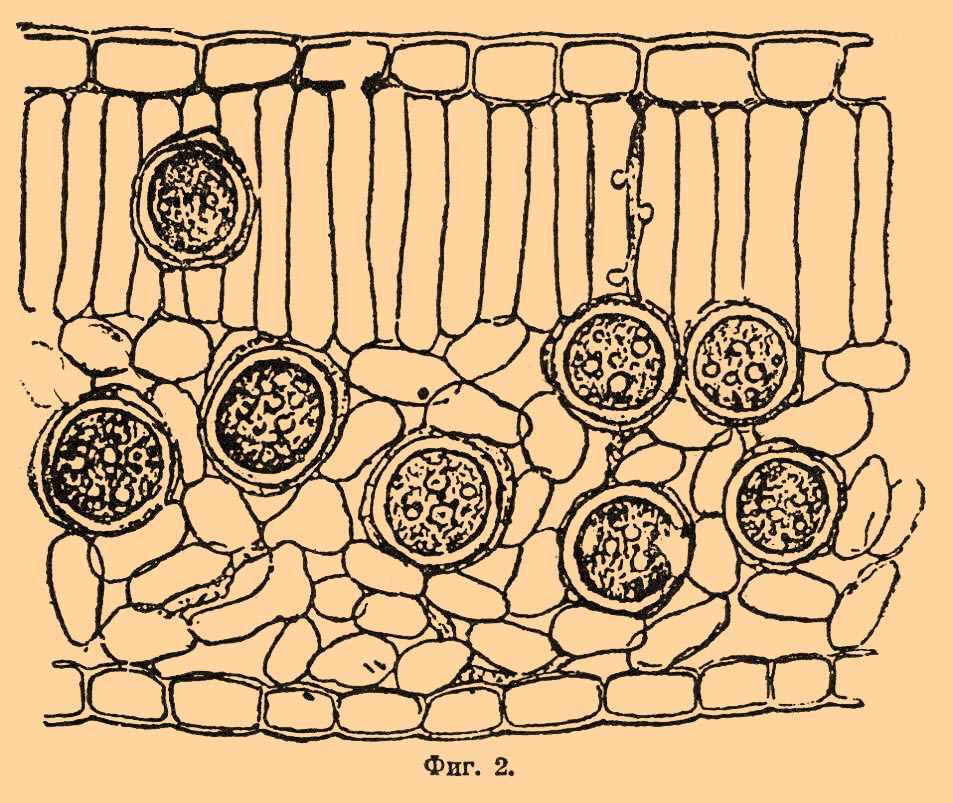
Oospory lęgniowca w tkankach porażonego liścia